# Io l'ho fatto per amore/Male d'amore
Io l'ho fatto per amore/Male d'amore è un singolo della cantante italiana Nada, pubblicato dalla  RCA Italiana nel 1970.
Il brano sul lato A è una cover di I've Lost You, canzone interpretata qualche mese prima da Elvis Presley, e partecipò a Canzonissima di quell'anno.
Il disco è prodotto da Franco Migliacci, mentre l'orchestra è diretta da Ruggero Cini.
Entrambe le canzoni del disco sono contenute nell'album Io l'ho fatto per amore del 1970.

## Tracce
1. Io l'ho fatto per amore (testo di Franco Migliacci e Franca Evangelisti; musica di Ken Howard ed Alan Blaikley) - 2:51
2. Male d'amore (testo di Franco Migliacci; musica di David Norman Shapiro e Guido Cenciarelli) - 3:29